# Baorisa hieroglyphica
Espèce
Baorisa hieroglyphica est une espèce de lépidoptères de la famille des Noctuidae.

## Description
Dans la publication originale, l'espèce n'est pas décrite,.

## Biologie
L'espèce est holométabole, c'est-à-dire qu'elle se métamorphose de l'état d'œuf à l'état de papillon et passe par quatre stades différents au cours de sa vie (œuf, chenille, pupe, adulte). À l'état larvaire, elle possède des stemmata, de petits yeux permettant seulement de filtrer la lumière et non pas de former des images. À l'âge adulte, elle possède un système auditif avec des tympans, un système visuel avec des yeux composés superposés et des ocelles,  des ailes, un système sensoriel d'écholocation, un rythme circadien avec un comportement nocturne.

## Habitat et répartition
L'espèce est asiatique, présente en Malaisie,, en Inde,, en Indonésie et en Chine.

## Systématique
Le nom scientifique complet (avec auteur) de ce taxon est Baorisa hieroglyphica Moore, 1882.

## Publications
- Weihua Li, Fen Gao et Jinghong Zhang, « Baorisa hieroglyphica Moore, new record from China », Entomotaxonomia. Junio, vol. 1012,‎ 1988, p. 106[7].